# Mojo Lens
mojo Lensとは、アメリカ合衆国の医療系ベンチャー企業Mojo visionが開発中のスマートコンタクトレンズである。

## 概要
コンタクトレンズにディスプレイ、センサー、バッテリーが組み込まれており、装着するだけで視界に画像を重ねて表示できる。
Mojo vision創業者のドリュー・パーキンスは白内障のため手術を受けたが、ピントが合わないなどの症状が残ったことをきっかけに開発をスタートしたことから、主に視覚障害者向けとして輪郭を強調する医療機器としての販売を目指している。
共同開発契約を結んだメニコンがコンタクトレンズの製造技術を提供している。
2022年現在、装着して画像を見ることが出来る段階である。